# Air (филм)
Air је амерички биографски и спортски филм из 2023. године. Режију потписује Бен Афлек, по сценарију Алекса Конверија, а темељи се на истинитим догађајима о пореклу линије кошаркашке обуће Air Jordan. Главне улоге тумаче Мет Дејмон, Афлек, Џејсон Бејтман, Марлон Вејанс, Крис Месина, Крис Такер и Вајола Дејвис.
Премијерно је приказан 18. марта 2023. године на фестивалу South by Southwest, док је 5. априла пуштен у биоскопе у САД, односно 6. априла у Србији. Добио је позитивне рецензије критичара, који су посебно похвалили режију, сценарио и глумачку поставу.

## Радња
Филм је смештен у период осамдесетих година, а Мет Дејмон тумачи лик Санија Вакаре, заслужног за потписивање уговора с тада младом кошаркашком звездом Мајклом Џорданом. Бен Афлек је у улози суоснивача Најка, легендарног Фила Најта, Џејсон Бејтман је у улози Роба Страсера — његовог директора маркетинга, док је Вајола Дејвис у улози бескомпромисне мајке која зна вредност неизмерног талента свог сина и кошаркашког феномена који ће постати највећа спортска легенда свих времена.
Прати Вакарово настојање да стекне поверење Џорданове породице, тренера и најближих сарадника с намером да увери тада веома младу НБА звезду у успону да потпише партнерски уговор. Уговор који је Најку осигурао позицију највећег бренда спортске одеће и обуће данас.

## Улоге
| Глумац               | Улога                   |
| -------------------- | ----------------------- |
| Мет Дејмон           | Сани Вакаро             |
| Бен Афлек            | Фил Најт                |
| Џејсон Бејтман       | Роб Страсер             |
| Марлон Вејанс        | Џорџ Равелинг           |
| Крис Месина          | Дејвид Фалк             |
| Крис Такер           | Хауард Вајт             |
| Вајола Дејвис        | Делорис Џордан          |
| Метју Мар            | Питер Мур               |
| Џулијус Тенон        | Џејмс Р. Џордан Старији |
| Том Папа             | Стју Инман              |
| Џоел Греч            | Џон О’Нил               |
| Густаф Скарсгорд     | Хорст Даслер            |
| Барбара Сукова       | Кети Даслер             |
| Џесика Грин          | Катрина Сајнц           |
| Ден Букатински       | Ричард                  |
| Дејмијан Делано Јанг | Мајкл Џордан            |
| Џеј Мор              | Џон Фишер               |
| Ал Мадригал          | Тим                     |
| Мајкл О’Нил          | Џо Дин                  |